# 蚱总科
蚱总科（学名：Tetrigoidea）是直翅目蝗亚目下的一个总科，即通常所说的蚱类昆虫，由于其背板呈菱形，又通称菱蝗。主要分布于热带和亚热带，全球已知9科270属1880多种。多以苔藓、地衣或腐殖质为食。蚱总科为不完全变态昆虫，演化自2.2亿年前。